# Liste des cathédrales de Limerick
Deux confessions chrétiennes possèdent une cathédrale dans la ville irlandaise de Limerick :
- les catholiques ont la cathédrale Saint-Jean (St John's Cathedral) dédiée à Saint Jean-Baptiste ;
- les anglicans ont la cathédrale Sainte-Marie (St Mary's Cathedral) dédiée à Marie.